# Eriogonum zapatoense
Eriogonum zapatoense är en slideväxtart som beskrevs av Reid Venable Moran. Eriogonum zapatoense ingår i släktet Eriogonum och familjen slideväxter. Inga underarter finns listade i Catalogue of Life.